# Тайлон, Брайс
Бра́йс Та́йлон (англ. Bryce Tiglon; род. 28 декабря 2000) — американский шахматист, гроссмейстер (2024).

## Карьера
В апреле 2016 года разделил 1-6 места на чемпионате США среди старшеклассников. В 2017 году выиграл чемпионат Северной Америки до 18 лет и достиг звания международного мастера, также стал победителем командного чемпионата США среди юниоров. В ноябре 2018 года выиграл чемпионат США до 20 лет и выполнил первую норму гроссмейтсера. В марте 2019 года выиграл турнир по блицу среди старшеклассников с результатом 11½ из 12.
Бронзовый призёр Charlotte May GMB 2022, New York Summer GMB 2022 и Caissa Hotel Lemon 2023. В ноябре 2023 года разделил 1-е место на 2023 U.S. Masters, выполнив вторую норму гроссмейстера. В декабре 2023 года выполнил последнюю гроссмейстерскую норму на международном фестивале Chessable Sunway Sitges.
Изучает в Стэнфордском университете молекулярную биологию и информатику.